# 帯番組
帯番組（おびばんぐみ、英語:Strip programming）、ベルト番組とは、テレビ・ラジオで放送される番組のうち、毎日、またはほぼ毎日、同時刻に連続して放送される番組のこと。一般的には月曜日から金曜日までの同時刻に放送される番組を指す。

## 概要
週間番組表の中で番組枠が左右に横長い枠で取り上げられる様子を帯になぞらえたもので、対義語として特定曜日の週1回番組を「箱番組」と称する場合がある。司会者あるいはパーソナリティは同一人物が務めることが多い。曜日ごとにレギュラーの出演者を起用することもあるが、その場合、別の曜日の裏番組に出演することは業界のタブーとされている。土曜日・日曜日も含めた完全帯番組は、現在放送中ではテレビ埼玉の『BACHプラザ』がある。かつては2004年4月 - 2013年3月、TBSラジオ（JRN）の『あなたへモーニングコール』があった。